# Jacques d'Amboise
Jacques d'Amboise (nacido Joseph Jacques Ahearn, Dedham, Massachusetts; 28 de julio de 1934-Manhattan, 2 de mayo de 2021) fue un bailarín, coreógrafo, actor y educador estadounidense.

## Infancia y adolescencia
Fue hijo del estadounidense-irlandés Andrew Ahearn y Georgette D'Amboise, de ascendencia francocanadiense. Tuvo tres hermanos. Su padre trabajaba como operador de telégrafo personal de Joseph P. Kennedy Sr. La familia, con la esperanza de lograr el sueño americano, se mudó a Washington Heights, Manhattan, Nueva York. su padre se convirtió en ascensorista en el Columbia Presbyterian Hospital. 
A los siete años, d'Amboise fue enviado a la clase de ballet de su hermana y, luego de seis meses, ingresó en la Escuela de Ballet Americano de George Balanchine. En 1946, su madre logró convencer a la familia de que cambiaran su apellido de Ahearn por el de ella, d'Amboise, porque «es aristocrático, es francés... y es un mejor nombre». Por lo tanto, su nombre se cambió legalmente a Jacques Joseph d'Amboise. El mismo año, comenzó a interpretar papeles infantiles con Ballet Society. Dejó la escuela secundaria a los quince años cuando se unió al New York City Ballet.

## Carrera profesional
En 1949, d'Amboise, de 15 años, fue reclutado para el New York City Ballet. Pronto, fue elegido para papeles principales, incluso como el protagonista en Filling Station de Lew Christensen. En 1953, fue ascendido a bailarín principal. Balanchine hizo 24 papeles para él. 
Además de ballets, bailó en películas, incluyendo Siete novias para siete hermanos, donde hizo el papel de Efraín, uno de los hermanos; y Carrusel (1956), donde bailó el papel de pregonero en Carnaval de Starlight, junto a Susan Luckey.
En 1976, fundó el Instituto Nacional de Danza, para promover la danza entre los niños. Al principio, el grupo solo tenía 30 niños. En 2021, el programa había llegado a 2 millones de niños. En 1978, fue nombrado decano de danza en la Universidad Estatal de Nueva York en Purchase. D'Amboise fue el tema del documental de Emile Ardolino, He Makes Me Feel Like Dancin, que siguió a sus trabajos con el Instituto Nacional de Danza. La película ganó el Premio de la Academia a la Mejor Película Documental en 1983 y el Premio Primetime Emmy al Programa Infantil Destacado en 1984.
Se retiró del New York City Ballet en 1984, poco antes de cumplir 50 años. Luego cambió su enfoque al Instituto Nacional de Danza. En 1986, apareció en la película de Disney Off Beat, con su personaje enseñando baile a la policía de la ciudad de Nueva York.

## Premios y reconocimientos
Los honores recibidos incluyen la Beca MacArthur en 1990, el Kennedy Center Honors en 1995, la Medalla Nacional de las Artes en 1998, y los Premios Fred y Adele Astaire en 2011. También recibió el Premio Heinz, el Premio del Gobernador de Nueva York y doctorados honorarios de Boston College y Montclair State University.

## Vida personal
En 1956, d'Amboise se casó con Carolyn George, una bailarina del New York City Ballet y más tarde fotógrafa. Tuvieron cuatro hijos, entre ellos Christopher, bailarín y coreógrafo, y Charlotte, también bailarina. Carolyn George murió en 2009.
Jacques D'Amboise murió en su casa en Manhattan el 2 de mayo de 2021, luego de complicaciones de un derrame cerebral, a la edad de ochenta y seis años.